# Stele Maraş 12

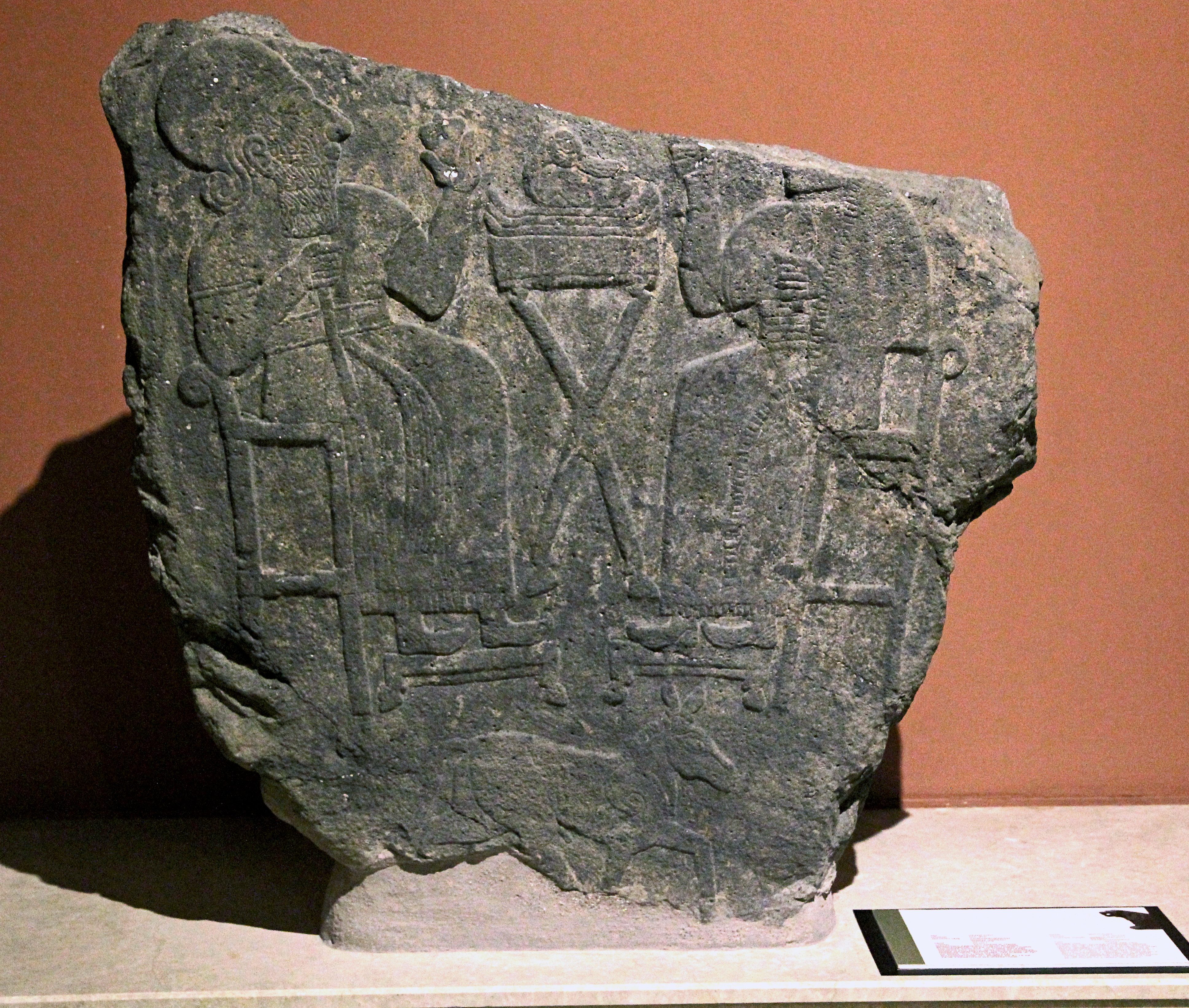
Stele Maraş 12

Die Stele Maraş 12 ist ein späthethitisches Monument mit einer Speiseszene aus der Umgebung von Maraş in der südlichen Türkei. Sie ist im Archäologischen Museum Kahramanmaraş ausgestellt und hat die Inventarnummer 229. Sie trägt bei John D. Hawkins die Bezeichnung Maraş 12, bei Winfried Orthmann ist sie als Maraş A/2 verzeichnet.

## Forschungsgeschichte
Die Stele wurde im Garten eines Musa Karahan im Stadtteil Yörükselim von Maraş (heute die türkische Provinzhauptstadt Kahramanmaraş) gefunden. In das örtliche Museum wurde sie 1963 gebracht. Die erste Beschreibung erfolgte 1964 durch den türkischen Archäologen Mustafa Kalaç im Jaarbericht van het vooraziatisch-egyptisch genootschap Ex Oriente Lux. Von dem deutschen vorderasiatischen Archäologen Winfried Orthmann wurde sie 1971 in den Untersuchungen zur späthethitischen Kunst beschrieben. Piero Meriggi besprach sie 1975 im zweiten Teil seines Manuale di Eteo Geroglifico.  Der britische Hethitologe John D. Hawkins erörterte das Stück 2000 im Corpus of Hieroglyphic Luwian Inscriptions.

## Beschreibung
Das Basaltmonument wird von Kalaç als Orthostat bezeichnet, später wird es als Stele gedeutet. Da es an allen Seiten Bruchkanten aufweist, ist eine genaue Einordnung nicht möglich. Es zeigt eine Speiseszene mit zwei Personen, von der der obere rechte Teil abgebrochen ist. Die Figuren sind in flachem Relief dargestellt, die Oberflächen sind geglättet und nicht formend bearbeitet. Der links auf einem Stuhl sitzende Mann hat einen rechteckigen Bart mit einzelnen, gewellten Strähnen. Die Haare sind im Nacken aufgerollt und auf dem Kopf glatt, möglicherweise ist damit eine Kopfbedeckung dargestellt. Er trägt ein langes Gewand mit Fransen, das von einem Gürtel mit einer lang herabhängenden Quaste zusammengehalten wird. Die rechte Hand hält einen Stab, die linke führt einen Becher zum Mund. Die rechte, weibliche Figur trägt ebenfalls ein langes Kleid mit Fransen sowie einen Schleier, der über ihren linken Arm bis zum Saum des Gewandes fällt. Ihr Kopf ist abgebrochen, in der linken Hand hält sie ein Objekt, das Hawkins für eine Spindel, Orthmann für einen Becher hält. Das Objekt in der rechten Hand fehlt, Hawkins vermutet einen Spiegel, Orthmann einen Granatapfel. Die sehr klein abgebildeten Füße beider Personen haben hochgebogene Spitzen und stehen auf Fußbänken. Zwischen den Figuren steht ein Speisetisch, darunter ist ein nach rechts gewandtes Pferd oder Maultier zu sehen. Dabei handelt es sich, abgesehen von Reiter- und Wagenszenen, um die einzige bekannte Equidendarstellung auf späthethitischen Reliefs. Der vorderasiatische Archäologe Jan-Waalke Meyer schlägt dafür eine Deutung als Hinweis auf die Anwesenheit einer Schutzgottheit vor.
Vor dem Gesicht des Mannes sind Reste von drei hieroglyphen-luwischen Schriftzeichen zu erkennen, laut Hawkins wahrscheinlich Teil des Namens der männlichen Figur. Das Bildnis wird nach stilistischen Kriterien in die Periode Sph. II, also ins frühe 9. Jahrhundert v. Chr. datiert und dem späthethitischen Königreich von Gurgum zugeordnet.